# Station Yvetot
Station Yvetot is een spoorwegstation in de Franse gemeente Yvetot. Het in 2015 gemoderniseerde station ligt aan de spoorlijn Le Havre - Rouen en vervult een belangrijke regionale functie. Yvetot heeft verbindingen met Le Havre en Rouen door middel van de Corail Intercities (sinds 2009 Intercités) treindiensten en de lokale TER treinen. Vanaf Yvetot vertrekken ook een aantal bussen naar verschillende plaatsen in de regio zoals Saint-Aubin en Elbeuf.

## Treindienst
| Serie | Treinsoort | Route                                                                           | Bijzonderheden |
| ----- | ---------- | ------------------------------------------------------------------------------- | -------------- |
| K 1+  | TER (SNCF) | Paris Saint-Lazare – Rouen-Rive-Droite – Yvetot – Bréauté-Beuzeville – Le Havre |                |